# Бэдэм, Джон
Джон Макдональд Бэдэм (род. 25 августа 1939) — американский кинорежиссёр. Мировую известность Бэдэм получил после картины «Лихорадка субботнего вечера», которая имела ошеломляющий успех и сыграла значительную роль в популяризации музыки в стиле диско. К его работам относятся также «Военные игры», «Короткое замыкание», «Слежка» и «Голубой гром».

## Биография
Джон Бэдэм родился в Великобритании, однако вырос в США, в штате Алабама, и стал гражданином страны в 1950 году. Долгие годы работал на телевидении, но получил известность лишь в 1977 году, после выхода снятого им фильма Лихорадка субботним вечером с Джоном Траволтой в главной роли.

## Избранная фильмография
- 1972 — «Некуда бежать» / No Place to Run
- 1974 — «Закон» / The Law
- 1974 — «Дитя Бога» / The Godchild
- 1976 — «Долговязый Бинго и его звёздная группа» / The Bingo Long Traveling All-Stars & Motor Kings
- 1977 — «Лихорадка субботним вечером» / Saturday Night Fever
- 1979 — «Дракула» / Dracula
- 1981 — «Чья это жизнь, в конце концов?» / Whose Life Is It Anyway?
- 1983 — «Голубой гром» / Blue Thunder
- 1983 — «Военные игры» / WarGames
- 1985 — «Американские молнии» / American Flyers
- 1986 — «Короткое замыкание» / Short Circuit
- 1987 — «Слежка» / Stakeout
- 1990 — «Птичка на проводе» / Bird on a Wire
- 1991 — «Напролом» / The Hard Way
- 1993 — «Возврата нет» / Point of No Return
- 1993 — «Ещё одна засада» / Another Stakeout
- 1994 — «Зона высадки» / Drop Zone
- 1995 — «В последний момент» / Nick of Time
- 1997 — «Инкогнито» / Incognito
- 1998 — «Вниз по течению» / Floating Away
- 1999 — «Джек Булл» / The Jack Bull
- 2000 — «Последняя дискуссия» / The Last Debate
- 2002 — «Хранитель моего брата» / Brother’s Keeper
- 2002 — «Мания» / Obsessed
- 2003 — «След» / Footsteps
- 2004 — «Ивел Нивел» / Evel Knievel